# Santa Claus Is Coming to Town

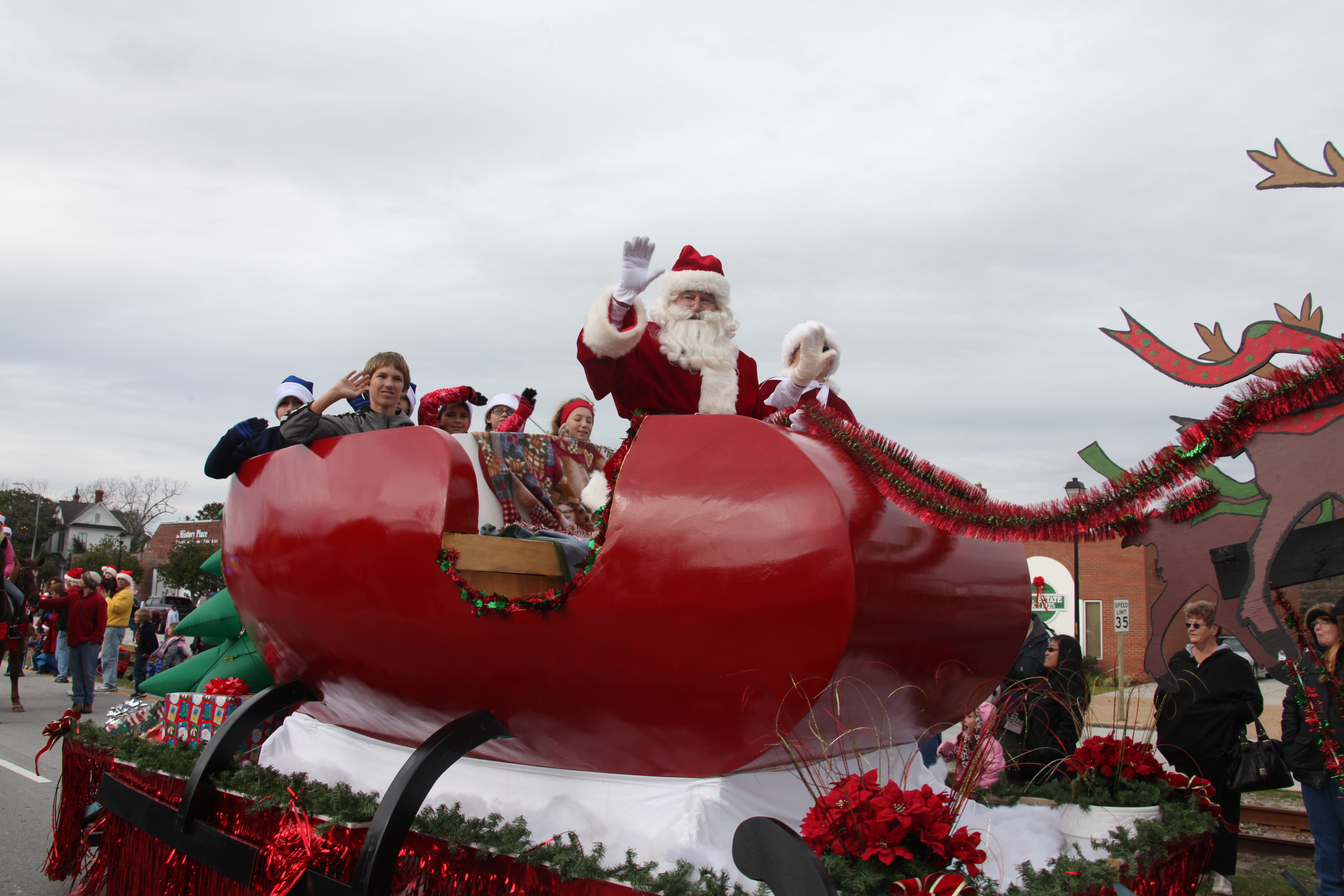
Santa Claus saluda a los niños desde su trineo durante el desfile navideño de Morehead City, N.C.

«Santa Claus Is Coming to Town» (en castellano, «Santa Claus está llegando a la ciudad») es un villancico navideño. Fue compuesto en 1932 por John Frederick Coots y Haven Gillespie, e interpretado por primera vez en noviembre de 1934, en el programa de radio de Eddie Cantor. Se convirtió en un éxito instantáneo con pedidos. por 500.000 copias de partituras y más de 30.000 discos vendidos en 24 horas.
La canción ha sido versionada por numerosos músicos, las versiones más populares son las de Bing Crosby, y Frank Sinatra. Otros artistas que han versionado este tema son Dolly Parton, Luis Miguel, Andrea Bocelli, Laura Pausini, Michael Bublé, Justin Bieber, Mariah Carey, The Jackson 5, The Four Seasons, BTS y Kylie Cantrall.

## Letra
La letra significa que las personas se porten bien durante la época navideña para recibir sus regalos y que Santa Claus está observando a todos. La letra es la siguiente (con su traducción al español):

En inglés:

You better watch out.
You better not cry,
better not pout.
I'm telling you why:
Santa Claus is coming to town.

He's making a list,
and checking it twice;
gonna find out
who's naughty and nice.
Santa Claus is coming to town.

He sees you when you're sleeping.
He knows when you're awake.
He knows if you've been bad or good,
so be good for  goodness sake!

Oh! You better watch out!
You better not cry,
better not pout, I'm telling you why:
Santa Claus is coming to town,
Santa Claus is coming to town. He knows where you are.
En español:

Mejor estate atento,
mejor no llores.
Mejor no pongas mala cara.
Te diré por qué:
Santa Claus está llegando a la ciudad.

Él está haciendo una lista
y la revisa dos veces;
va a averiguar
quiénes han sido malos y quiénes buenos.
Santa Claus está llegando a la ciudad.

Él te verá cuando estés durmiendo.
Sabe cuando estás despierto.
Él sabe si fuiste malo o bueno,
así que sé bueno, ¡por el amor de Dios!

¡Oh! ¡Mejor estate atento, mejor no llores!
Mejor no pongas mala cara.
Te diré por qué:
Santa Claus está llegando a la ciudad,
Santa Claus está viniendo a la ciudad. Él sabe donde estas.